# Canton de Bethoncourt
Le canton de Bethoncourt est une circonscription électorale française du département du Doubs créée par le décret du 25 février 2014 et entrée en vigueur lors des élections départementales de 2015.

## Histoire
Un nouveau découpage territorial du Doubs entre en vigueur à l'occasion des élections départementales de mars 2015, défini par le décret du 25 février 2014, en application des lois du 17 mai 2013 (loi organique 2013-402 et loi 2013-403). Les conseillers départementaux sont, à compter de ces élections, élus au scrutin majoritaire binominal mixte. Les électeurs de chaque canton élisent au Conseil départemental, nouvelle appellation du Conseil général, deux membres de sexe différent, qui se présentent en binôme de candidats. Les conseillers départementaux sont élus pour 6 ans au scrutin binominal majoritaire à deux tours, l'accès au second tour nécessitant 12,5 % des inscrits au 1er tour. En outre la totalité des conseillers départementaux est renouvelée. Ce nouveau mode de scrutin nécessite un redécoupage des cantons dont le nombre est divisé par deux avec arrondi à l'unité impaire supérieure si ce nombre n'est pas entier impair, assorti de conditions de seuils minimaux. Dans le Doubs, le nombre de cantons passe ainsi de 35 à 19.
Le canton de Bethoncourt est formé de communes des anciens cantons d'Étupes (6 communes), de Montbéliard-Est (1 commune) et de Sochaux-Grand-Charmont (4 communes).

Le canton est entièrement inclus dans l'arrondissement de Montbéliard. Le bureau centralisateur est situé à Bethoncourt.

## Représentation
| Période élective | Période élective | Mandat | Mandat           | Identité             | Nuance | Nuance | Qualité                                                                                                 |
| ---------------- | ---------------- | ------ | ---------------- | -------------------- | ------ | ------ | --- |
| 2015             | 2021             | 2015   | 2021             | Magali Duvernois     |        | PS     | Assistante parlementaire Maire d'Exincourt et Vice-présidente à Pays de Montbéliard Agglomération       |
| 2015             | 2021             | 2015   | 2019 (démission) | Noël Gauthier        |        | PS     | Conseiller principal d'éducation retraité Ancien Conseiller général du canton de Sochaux-Grand-Charmont |
| 2015             | 2021             | 2019   | 2021             | Philippe Claudel     |        | DVG    | Maire d’Étupes                                                                                          |
| 2021             | 2028             | 2021   | en cours         | Magali Duvernois     |        | PS     | Maire d’Exincourt Vice-présidente à Pays de Montbéliard Agglomération                                   |
| 2021             | 2028             | 2021   | en cours         | Albert Matocq-Grabot |        | DVG    | Ancien cadre, maire de Sochaux Conseiller délégué à Pays de Montbéliard Agglomération                   |

### Résultats détaillés

#### Élections de mars 2015
À l'issue du 1er tour des élections départementales de 2015, deux binômes sont en ballottage : Roland Boillot et Catherine Piotrowski (FN, 35,84 %) et Magali Duvernois et Noël Gauthier (PS, 32,97 %). Le taux de participation est de 48,54 % (9 706 votants sur 19 995 inscrits) contre 52,68 % au niveau départemental et 50,17 % au niveau national.
Au second tour, Magali Duvernois et Noël Gauthier (PS) sont élus avec 54,53 % des suffrages exprimés et un taux de participation de 50,97 % (5 064 voix pour 10 195 votants et 20 002 inscrits).

#### Élections de juin 2021
Le premier tour des élections départementales de 2021 est marqué par un très faible taux de participation (33,26 % au niveau national). Dans le canton de Bethoncourt, ce taux de participation est de 27,77 % (5 306 votants sur 19 107 inscrits) contre 34,1 % au niveau départemental. À l'issue de ce premier tour, deux binômes sont en ballottage : Steven Fasquelle et Maria de Las Mercedes Palenciano (RN, 29,72 %) et Magali Duvernois et Albert Matocq-Grabot (Union à gauche, 26,4 %).
Le second tour des élections est marqué une nouvelle fois par une abstention massive équivalente au premier tour. Les taux de participation sont de 34,3 % au niveau national, 35,83 % dans le département et 29,38 % dans le canton de Bethoncourt. Magali Duvernois et Albert Matocq-Grabot (Union à gauche) sont élus avec 59,98 % des suffrages exprimés (3 108 voix pour 5 614 votants et 19 108 inscrits),,.

## Composition
Le canton de Bethoncourt regroupe onze communes entières.
| Nom                                 | Code Insee | Intercommunalité                     | Superficie (km2) | Population (dernière pop. légale) | Densité (hab./km2) | Modifier                                    |
| ----------------------------------- | ---------- | ------------------------------------ | ---------------- | --------------------------------- | ------------------ | ------------------------------------------- |
| Bethoncourt (bureau centralisateur) | 25057      | CA Pays de Montbéliard Agglomération | 6,54             | 5 288 (2022)                      | 809                | modifier les données · modifier les données |
| Allenjoie                           | 25011      | CA Pays de Montbéliard Agglomération | 6,56             | 735 (2022)                        | 112                | modifier les données · modifier les données |
| Brognard                            | 25097      | CA Pays de Montbéliard Agglomération | 2,90             | 477 (2022)                        | 164                | modifier les données · modifier les données |
| Dambenois                           | 25188      | CA Pays de Montbéliard Agglomération | 3,28             | 727 (2022)                        | 222                | modifier les données · modifier les données |
| Étupes                              | 25228      | CA Pays de Montbéliard Agglomération | 9,87             | 3 711 (2022)                      | 376                | modifier les données · modifier les données |
| Exincourt                           | 25230      | CA Pays de Montbéliard Agglomération | 3,45             | 3 273 (2022)                      | 949                | modifier les données · modifier les données |
| Fesches-le-Châtel                   | 25237      | CA Pays de Montbéliard Agglomération | 3,46             | 2 147 (2022)                      | 621                | modifier les données · modifier les données |
| Grand-Charmont                      | 25284      | CA Pays de Montbéliard Agglomération | 4,56             | 5 865 (2022)                      | 1 286              | modifier les données · modifier les données |
| Nommay                              | 25428      | CA Pays de Montbéliard Agglomération | 3,19             | 1 601 (2022)                      | 502                | modifier les données · modifier les données |
| Sochaux                             | 25547      | CA Pays de Montbéliard Agglomération | 2,17             | 3 772 (2022)                      | 1 738              | modifier les données · modifier les données |
| Vieux-Charmont                      | 25614      | CA Pays de Montbéliard Agglomération | 2,51             | 2 829 (2022)                      | 1 127              | modifier les données · modifier les données |
| Canton de Bethoncourt               | 2510       |                                      | 48,49            | 30 425 (2022)                     | 627                | modifier les données                        |

## Démographie
En 2022, le canton comptait 30 425 habitants, en évolution de −1,38 % par rapport à 2016 (Doubs : +1,88 %, France hors Mayotte : +2,11 %).
| 2013   | 2018   | 2022   |
| ------ | ------ | ------ |
| 30 589 | 30 686 | 30 425 |